# ロースター (調理器具)
ロースター（英語：roaster）とは、roasting（焼く・焙煎等すること）のための調理器具である。炭火、電熱、ガスなどを利用して調理する。ガスコンロでも、同様の調理が可能だが、ロースターは、焼き機能に特化した器具である。
ガスの供給がなくても利用できるタイプが多いため、その場合は屋外に持ち出すことも可能である。

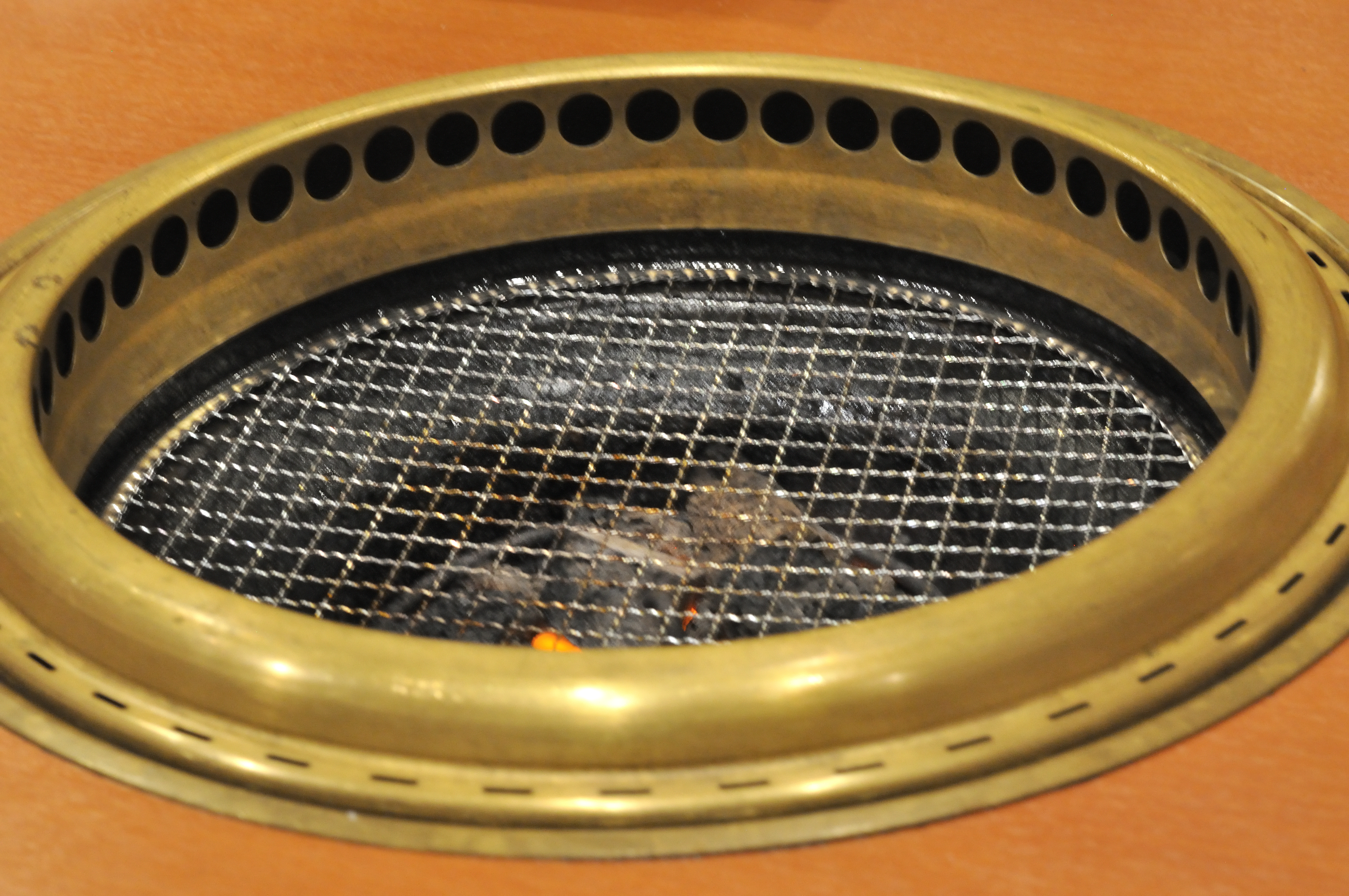
無煙ロースター

## ロースターと煙
焼き肉店などの店舗用には据え付け型の無煙ロースターが有名。
家庭用のロースターをベランダで使用してよいかどうかは、近所迷惑の関係で議論がある。